# Manosphere
Manosphere (deutsch Mannosphäre) ist ein loses, vorwiegend antifeministisches Netzwerk. Es umfasst Internetforen und Blogs, in denen verschiedene Ziele verfolgt werden, etwa Selbstoptimierung und hegemoniale Männlichkeit oder dominantes Verführen (Pick-Up Artists, PUA) und das Beherrschen weiblicher Sexualität. Gemein ist der Manosphere eine frauenfeindliche Einstellung, von relativ mildem Sexismus bis extremem Hass.
Der Ausdruck entstand aus dem englischen man (‚Mann‘) und sphere (‚Bereich‘), verbunden durch den Fugenlaut „o“.

## Einleitung
Die „Manosphere“ ist keine geschlossene Online-Community, sondern besteht aus vielen Blogs und Internetforen. Sie wird mit Rechtsextremismus, Alt-Right und der Subkultur der Incels in Verbindung gebracht; ebenso wie mit den Gruppen Men Going Their Own Way (MGTOW), Pick-Up Artists (PUA), Männerrechts- und Väterrechtsgruppen. Bezüge und Überschneidungen gibt es außerdem zu den Gruppen Tradcons („traditionelle Konservative“), NoFap und Proud Boys.
Während einzelne ideologische Standpunkte der jeweiligen Gruppen miteinander im Konflikt stehen können, konzentriert sich ihre vorherrschende, übergreifende Ideologie auf die Förderung bestimmter Formen von Männlichkeit, ausgeprägte Frauenfeindlichkeit sowie starke Opposition gegen Feminismus.
Die Autorin Donna Zuckerberg beobachtete, dass einige der Gruppen sogar in feindseliger Beziehung zueinander stehen; ein Phänomen, das verstärkt seit 2016 beobachtet wird, als einige manospherische Führer einen politischeren Ton anschlugen.:15–17 Die Anhänger des Sub-Reddits „/r/TheRedPill“ beispielsweise lehnen die traditionellen Männerrechts- und Väterrechtsgruppen ab, die ihrer Meinung nach zu sehr auf kollektive Aktionen und die Gleichstellung der Geschlechter fokussiert seien, anstatt persönliche Selbstoptimierung anzustreben.
Im antifeministischen Kosmos „Manosphere“ radikalisieren sich Männer gegenüber Frauen, sodass infolge auch ihre Gewaltbereitschaft Frauen gegenüber zunimmt. Männer, die sich in dieses Geflecht frauenfeindlicher Gesinnung begeben, schrecken nicht vor Online Harassment, d. h. Online-Belästigung, und anderen Gewalttaten zurück. So werden Anhänger der Manosphere auch mit einigen Massenmorden in der realen Welt in Zusammenhang gebracht.

## Geschichte
Gruppen, die heute zur Manosphere zählen, wie die Männerrechtsbewegung, gingen dem Begriff Manosphere voraus. Es wird davon ausgegangen, dass der Begriff erstmals 2009 auf Blogger.com auftauchte und in der Folge von Ian Ironwood, einem Pornografie-Vermarkter und -Autor, populär gemacht wurde. Eingang in das populäre Lexikon fand der Begriff, als Nachrichtenmedien begannen, ihn in Berichten über Männer, die frauenfeindliche Gewalttaten und sexuelle Übergriffe begangen hatten, zu verwenden.
Das Jahr 2010 wurde von der Forscherin Emma A. Jane als „klarer Wendepunkt“ identifiziert, an dem sich die Manosphere-Gemeinschaften von ihrer früheren Position am Rande des Internets zum Mainstream hin bewegten. Sie stellt die Hypothese auf, dass diese Popularisierung durch das Aufkommen des Web 2.0 und durch den Aufstieg der sozialen Medien in Kombination mit der anhaltenden systemischen Frauenfeindlichkeit und der patriarchalischen Gesellschaft vorangetrieben wurde. 2014 war die Manosphere so gut etabliert, dass ihre Ideen in den Mainstream-Diskurs eingegangen waren. Seit dieser Zeit greifen auch Männer darauf zurück, die nicht zwingend einer Manospherengruppe angehören.

## Ideologie
In der Manosphere ist der Glaube verbreitet, Feministinnen und politische Korrektheit würden die Wahrheit verdecken. Sie leben in der Vorstellung, dass die Gesellschaft von feministischen Werten dominiert werde und Männer Opfer einer männerfeindlichen Kultur seien, die sie bekämpfen müssten, um ihre Existenz zu schützen. Der Schweregrad des Antifeminismus, der innerhalb dieser Gemeinschaften vertreten wird, ist unterschiedlich, wobei einige für einen ziemlich milden Sexismus eintreten und andere extremen Hass verherrlichen. Ebenso sind Rassismus und Fremdenfeindlichkeit in Gruppen der Manosphere weit verbreitet und die empfundene Bedrohung gegenüber der „westlichen Zivilisation“ ist Gegenstand ihrer Postings. Die soziale Schicht ist in manchen Teilen der Manosphere ein Thema, wie bei MRAs. Ökonomische Probleme werden dabei häufig Frauen oder dem Feminismus angelastet. Bei den PUA ist die soziale Schicht hingegen kein Thema der Postings.
Die Journalistin und Autorin Laura Bates sieht dabei die Begriffe Social Justice Warrior, Generation Snowflake und Feminazi als Teil der Sprache der Manosphere, die sie gegen ihre Gegner richten.
Die Begriffe „Alpha-Mann“ und „Beta-Mann“ sind in der Manosphere gebräuchlich. Die Manosphere geht hierbei von einem naiven biologischen Determinismus bzw. einer oberflächlichen Interpretation der evolutionären Psychologie aus, wonach Frauen „irrational, hypergam und fest verdrahtet, sich mit Alpha-Männern zu paaren“ seien und „dominiert“ werden müssten. Dabei werden sozialkonstruktivistische Interpretationen kaum bis gar nicht beachtet. Diese Rhetorik entstand zunächst in Pick-Up-Artist-Communities, breitete sich aber später auch in anderen Bereichen der Manosphere wie auch außerhalb der Manosphere im Mainstream-Bereich des Internets aus.
In einem Post des Urhebers des antifeministischen Subreddits „/r/TheRedPill“ wurde ein Narrativ aufgebaut, wonach Feminismus eine „sexuelle Strategie“ sei, die Frauen in die „bestmögliche Lage“ versetze, Partner mit den „besten Genen“ zu erhalten. Die „Rote Pille“ wurde demzufolge als die daran angepasste „sexuelle Strategie der Männer“ dargestellt. Mitglieder des Forums wurden gedrängt, diese Sichtweise zu einer „Philosophie“ zu machen. Diese Rhetorik diente laut den Soziologen Dignam und Rohlinger auch dazu, eine kollektive Identität zu schaffen, die Mitglieder auf individualistische Lösungsansätze für ihre Probleme zu fokussieren, und um den Feminismus zum Feindbild und zur Projektionsfläche zu machen.
Einige Teile der Manosphere wie die MGTOW oder PUA sind libertär bzw. sehen eine solidarische, geschlechtergerechte Gesellschaft und Sozialversicherungen wie bezahlten Mutterschaftsurlaub negativ. Die mit den Sozialversicherungen verbundene ökonomische Unabhängigkeit von Frauen und die Gleichstellung der Geschlechter wird von den PUAs als nicht erstrebenswert angesehen, da Frauen so weniger Anreiz hätten, sich an Männer zu binden und weniger zugänglich für die „Taktiken“ der PUAs seinen.

### Metaphorik: Die Philosophie der roten und der blauen Pille
Anhänger der Männerrechtsbewegung verwenden oft einen eigenen Jargon. Sie bedienen sich auch der Metaphorik der roten und blauen Pille aus einer Szene des Films Matrix: Die „Einnahme der roten Pille“ wird gleichgesetzt mit der Bereitschaft, die unangenehme „Wahrheit“ (dass Männer unterdrückt würden) zu erkennen und die Ideologie der Manosphere zu akzeptieren. Durch „Einnahme der blauen Pille“ hingegen bleibt der Einnehmer angeblich selig unwissend und wird fortan „blue pilled“ genannt, oder als „jemand, der die blaue Pille genommen hat,“ bezeichnet. Positiv bewertet wird in der Manosphere nur derjenige, der „eine rote Pille geschluckt hat“: Er ist fortan ein „Redpiller“, jemand, der sich von früheren Mainstream- oder feministischen Überzeugungen wegbewegt hin zu jenen, die in der Mannosphäre weit verbreitet sind, sich daher „entwickelt“ hat. Kritiker werden hingegen abschätzig „Bluepiller“ genannt. Die Philosophie der „roten Pille“ ist ein zentraler Grundsatz der Manosphere, bei dem es darum geht, Männer für die vermeintliche Misandrie der Gesellschaft und die angeblichen Wahnvorstellungen des Feminismus zu erwecken. Die Begrifflichkeit nahm ihren Ursprung im antifeministischen Sub-Reddit „/r/TheRedPill“ und wurde später von männerrechtsbewegten und MGTOW-Sites aufgegriffen. Dazu schreibt Donna Zuckerberg: „Die ‚Rote Pille‘ stellt eine neue Phase der Online-Frauenfeindlichkeit dar. Die Anhänger dieser Vorstellung verspotten Frauen nicht nur, sie glauben darüber hinaus, dass in unserer Gesellschaft Männer von Frauen unterdrückt werden.“
Der Politikwissenschaftler Henry S. Price sieht die Philosophie der roten Pille, die eine komplexe Wirklichkeit auf eine simple Binarität reduziere, in der Political Correctness und Feminismus Freiheit und rationalem Denken gegenübergestellt sei, als Grund für die Attraktivität der Manosphere. Ein Backlash gegen Anti-Sexismus und Antirassismus könne in dieser Logik als Kampf für die Unterdrückten dargestellt werden.

### Verbindungen zu anderen Gruppen und übergeordnetes Ziel
Die Manosphere wird mit der rechtsextremen und der neoreaktionären, weiß-nationalistischen Alt-Right-Bewegung in Verbindung gebracht. Zuckerberg schreibt, dass viele Alt-Right-Mitglieder entweder „Pickup Artists“ oder MGTOW sind, und „die Überwachung der weißen weiblichen Sexualität ein Hauptanliegen“ der Alt-Rights ist.:15–17 Die Manosphere-Bewegung wird auch mit Online-Belästigung sowie anderen Gewalttaten in der realen Welt in Verbindung gebracht und ist an der Radikalisierung von Männern, die Gewalt gegen Frauen ausüben, beteiligt.

## Websites
Die Manosphere umfasst verschiedene Websites, Blogs und Online-Foren. Sie alle eint Frauenhass und daraus resultierend der Wunsch, sich abschätzig über Frauen zu äußern, insbesondere gegenüber den angeblich „grausamen“ Feministinnen. Diesem Verlangen kommen sie auf zahlreichen Seiten nach, u. a. auf den Seiten „Return of Kings“, „A Voice for Men“, „PUAHate“ und „SlutHate“.

### Reddit
Auch Reddit, die selbsterklärte „Bastion für freie Meinungsäußerung“, ist eine beliebte Plattform für Manosphere-Anhänger. Dort finden Diskussionen im Allgemeinen in von Usern geschaffenen Interessengebieten, sogenannten „Subreddits“, statt. Die Namen der Subreddits zu allen möglichen Themenbereichen beginnen mit „r/“. Moderierenden oder kuratierenden Zuständigen wird dabei, laut Auskunft des ehemaligen General Managers von Reddit, Erik Martin, so viel Kontrolle wie möglich über die jeweilige Community gegeben, mit dem Ziel, die Art von Communities, die sie wollen, gestalten und kultivieren zu können. So wurde Reddit zu einem beliebten Treffpunkt für Mannosphärenbefürworter, um offen frauenfeindliche Inhalte zu äußern.
Reddit-Nutzer scheinen überwiegend über sogenannte Crossposts, also Verlinkungen von Beiträgen und Subreddits in anderen populären Subreddits, auf Manosphere-Subreddits zu landen. Die Demographie der Reddit-Nutzer (überwiegend weiß und männlich) sowie eine auf der Seite „bereits verbreiteten Idee einer marginalisierten geek-Männlichkeit“ können die Mobilisierung in die Manosphere begünstigen.
In den späten 2010er Jahren wurde es dann aber selbst Reddit zu viel und das Unternehmen begann, Schritte gegen extremere Manosphere-Subreddits zu unternehmen. Daraufhin wurden einige Subreddits verboten, wie z. B. „/r/incels“ (2017) und sein Nachfolger „/r/braincels“ (2018); andere Subreddits wie „/r/MGTOW“ und „/r/TheRedPill“ wurden „unter Quarantäne gestellt“, was bedeutet, dass Benutzern eine Warnung zum Inhalt des Subreddits angezeigt wird und sie sich anmelden müssen, bevor sie die Seite aufrufen dürfen. Infolgedessen sind einige dieser Gemeinschaften auf Websites, die extreme Inhalte eher begrüßen, wie z. B. Gab (Netzwerk), umgezogen.
Der Urheber des Subreddit „/r/TheRedPill“, der dort unter einem Pseudonym schrieb, wurde später als ein republikanischer Abgeordneter identifiziert; nach eigenen Aussagen hatte er eine „schwere Trennung“ hinter sich. Nachdem seine dort getätigten frauenfeindlichen und sexistischen Aussagen öffentlich bekannt wurden, trat er schließlich aufgrund des öffentlichen Drucks als Abgeordneter zurück.

### PUAHate
PUAHate, eine Anspielung auf „pure hate“ (dt. ‚reiner Hass‘), war eine Website für Männer, die das Gefühl hatten, von den „Pick-Up Artists“ (PUA) ausgetrickst worden zu sein. Sie hatten Pick-Up Artists, die sich selbst als Dating Coaches beziehungsweise Verführungskünstler bezeichnen, dafür bezahlt, ihnen beizubringen, wie man attraktive Frauen dazu bringt, Sex mit ihnen zu haben.
PUAHate warf ihnen vor, „Betrügereien, Täuschung und irreführende Marketing-Techniken“ einzusetzen, „um Männer zu täuschen und von ihnen zu profitieren“. Auf der Website beschwerten sich die sich betrogen Fühlenden darüber, dass die Techniken der Verführungs-Gurus nicht funktionierten.
Die Website galt als Incel-Forum. Ein PUAHate-Nutzer sagte über sie: „Die Moderationspolitik war sehr laissez-faire. Es gab Rassismus und definitiv eine Menge Frauenfeindlichkeit.“ Der Journalist Patrick Kearns schrieb, dass auf der Website Threads zu Titeln wie „Sind hässliche Frauen für die Gesellschaft völlig nutzlos?“ zu finden gewesen waren. Die Benutzer hätten sich auch gegenseitig Fragen wie „Wie viele Vergewaltigungen gab es bei Ihnen?“ gestellt.
Elliot Rodger, der Täter des Amoklaufs von Isla Vista, war ein aktives Mitglied der PUAHate und schrieb: „Eines Tages werden die Incel ihre wahre Stärke und Anzahl erkennen und dieses unterdrückerische feministische System stürzen. Fangen Sie an, sich eine Welt vorzustellen, in der die Frauen Sie fürchten.“
In einem Manifest, das er kurz vor dem Anschlag veröffentlichte, bemerkte Rodger, dass PUAHate „viele der Theorien bestätigte, die ich darüber hatte, wie böse und degeneriert Frauen wirklich sind.“ Einige der Benutzer von PUAHate argumentierten, dass Frauen, die sich Rodger sexuell verweigert hatten, verantwortlich für die Schießerei seien.
Im Jahr 2014, kurz nach den Morden auf der Isla Vista, wurde PUAHate abgeschaltet. Später wurde „SlutHate“ gegründet und viele der PUAHate-Benutzer wechselten dorthin.

### Return of Kings
Return of Kings (RoK) ist ein Blog, den der amerikanische Männerrechtler und ehemalige Pick-Up-Künstler Daryush Valizadeh, online bekannt als Roosh V, betreibt. Valizadeh setzt sich für die traditionelle Kernfamilie sowie gegen Sozialismus und gleichgeschlechtliche Ehen ein und schreibt gleichzeitig Ratgeber für männliche Sextouristen. Matthew Lyons von Political Research Associates schreibt: „Valizadeh hält sich nicht mit seiner eigenen eklatanten Inkonsequenz auf, deutet aber an, […] dass der Abbau patriarchalischer Regeln Männer dazu gezwungen hat, ‘Spiel’ als Verteidigungsstrategie zu verfolgen.“
Die tatsächliche Website-Anhängerschaft lässt sich schwer ermessen, wird aber auf eine verstreute Leserschaft in Nordamerika und Westeuropa geschätzt.
Return of Kings unterscheidet sich von Männerrechtsforen wie PUAHate dadurch, dass dort Verführungstechniken, bekannt als „Spiel“, angepriesen werden, die von Usern dieser Seiten kritisiert werden. RoK-Autoren kritisieren zudem die Profeminismus-Männerbewegung und „The Good Men Project“ und argumentieren, dass diese zu feminisierten, passiven, schwachen Männern führen, die sich damit zufriedengeben, auf den untersten Stufen der sozialen Hierarchie zu bleiben.
Return of Kings wurde vom Southern Poverty Law Center als eine männliche Überlegenheits-Hassgruppe beschrieben.

## Öffentliche Wahrnehmung
Im englischsprachigen Raum wird der Manosphere, auch in der Berichterstattung der Medien, große Aufmerksamkeit zuteil. Vor allem wegen der Gefahr, die von ihr ausgeht. Bekannte Angriffe auf die Bevölkerung, die in Verbindung mit der Manosphere stehen, sind die Morde auf der Isla Vista in Kalifornien 2014, der Amoklauf am Umpqua Community College und der Van-Angriff in Toronto 2018. Darüber hinaus ist die Szene bekannt für Phänomene wie den anhaltenden Online-Missbrauch gegenüber weiblichen Mitgliedern der Videospiel-Community, die als „Gamergate-Kontroverse“ bekannt wurde.
Nach der Schießerei auf Isla Vista berichteten viele Mainstream-Nachrichtenquellen über Verbindungen zwischen dem Mörder und seinen Beiträgen im Manospherenforum PUAHate. Dewey schreibt, dass die Manosphere zwar nicht für den Angriff verantwortlich sei, dass aber die „frauenfeindliche Rhetorik unbestreitbar von der Manosphere beeinflusst zu sein scheint“.
Viele Kommentatoren der Manosphere lehnten jeden Versuch, der Manosphere die Schuld für die Morde zuzuschieben, entschieden ab, wobei ein Kommentator schrieb, der Mörder sei ein „perfekter Fall von jemandem, der die rote Pille bräuchte … weil er an diesen Ort kommen könnte, um Dampf abzulassen und wütend zu sein, ohne dass sein Schmerz abgetan, verspottet oder ignoriert wird.“
Der Soziologe Michael Kimmel argumentierte, dass „es oberflächlich wäre zu erörtern … die Manosphere habe den Mörder dazu gedrängt, dies zu tun. Ich denke, diese Orte sind eine Art Trost … Sie bieten eine Art Umkleidekabine, einen Ort, an dem die Jungs über all die schlimmen Dinge maulen können, die ihnen von Frauen angetan werden“.
In den Tagen unmittelbar nach dem Amoklauf kam es an anderen Orten der Manosphere, wie z. B. „A Voice For Men“, zu einem enormen Anstieg des Datenverkehrs.
Mark Potok vom Southern Poverty Law Center (SPLC) sagte, dass die Foren gefüllt seien mit „reinem, ungeschminktem Frauenhass“ und verglich die Manosphere mit Websites der White Supremacy. Die SPLC fügte später einen Vorbehalt hinzu und sagte: „Es sollte erwähnt werden, dass die SPLC die MRAs [Men’s Rights Activists] nicht als Mitglieder einer Hassbewegung bezeichnete; ebenso wenig behauptete unser Artikel, dass die Beschwerden, die sie auf ihren Websites äußern – falsche Vergewaltigungsvorwürfe, ruinöse Scheidungsvereinbarungen und Ähnliches – allesamt unbegründet seien. Aber wir haben konkrete Beispiele für Frauenfeindlichkeit und die offene oder implizite Androhung von Gewalt benannt“.
Die britische Anti-Extremismus-Gruppe „Hope Not Hate“ hat die Manosphere in ihren Bericht über den „Stand des Hasses“ 2019 aufgenommen.
Eva Wiseman schrieb für „The Guardian“, dass Kommentatoren von Mannosphären-Blogs oft Aussagen machen, die besagen, dass „Frauen ausschließlich für Sex und Sandwich-Machen bestimmt sind“, und gibt dadurch zu verstehen, dass der Ton der Websites eine Kultur schafft, die zur Gewalt gegenüber Frauen beiträgt. Dewey sagte, dass die Manosphere Schwule, Lesben und Transgender ausschließt.
Die BBC-Fernsehpersönlichkeit Reggie Yates filmte 2016 eine Episode seiner Show über extreme Gemeinschaften, Reggie Yates: Extreme. über Briten, die an der Manosphere teilhaben.

## Sozioökonomischer Kontext
Die Humanwissenschaftler Eva Bujalka, Tim Rich und Stuart Bender sehen tatsächlich eine „Krise der Männlichkeit“, die die Mitglieder der Manosphere betreffe. Diese hänge aber nicht mit Feminismus, politischer Korrektheit oder Cancel Culture zusammen, wie dies von der Manosphere behauptet werde. Stattdessen betonen die Wissenschaftler den Zusammenhang mit den materiellen und sozialen Auswirkungen des Neoliberalismus und der Globalisierung, darunter Abwärtsmobilität, fallende oder stagnierende Löhne, Unterbeschäftigung, Überarbeitung und Burn-out, unsichere Wohnverhältnisse, steigende Kosten für die Ausbildung, Prekarisierung von Arbeit, Privatisierung der öffentlichen Gesundheitsversorgung, sowie auch die Vereinzelung der Menschen, die nun mehr Zeit in sozialer Isolation und im Internet verbringen. Die Folge dieser Entwicklungen sei eine „Kultur der besorgten, verunsicherten und verständlicherweise desillusionierten, wütenden Männer, die durchaus in Frage stellen können, ob sie in der Weise ‚privilegiert‘ sind, wie es ihnen möglicherweise erzählt wurde.“
Eine Analyse des Medienwissenschaftlers Shawn P. Van Valkenburgh zeige, dass in dem Subreddit /r/TheRedPill sozioökonomische Probleme wie Entfremdung, Ausbeutung, prekäre Arbeitsbedingungen oder Arbeitslosigkeit diskutiert worden seien, für die jedoch die Beziehung zu Frauen oder feministische, wohlfahrtsstaatliche Gesetzgebung, die gegen Männer diskriminieren würden, verantwortlich gemacht wurden. Begünstigt worden sei dies durch die Vormachtstellung der neoliberalen Ideologie, die verhindert habe, dass sich ein Bewusstsein für die Klassenzugehörigkeit entwickeln konnte.
Den Kommunikationswissenschaftlern Jack Bratich und Sarah Banet-Weiser zufolge kann der zunehme Hass innerhalb Teile der Manosphere als eine Krise der neoliberalen Logik verstanden werden. Der neoliberale Kapitalismus vermittelte eine Vorstellung der Individualisierung und des Selbstunternehmertums, in der jeder selbst für seinen ökonomischen und sozialen Erfolg verantwortlich sei. Selbstvertrauen wurde dabei als Schlüsselfaktor zum Erfolg beschrieben und etwa in öffentlichen Kampagnen – auch zur Gleichstellung der Geschlechter – wiederholt vermittelt. Pickup-Artists seien in dieser Logik zufolge die idealen Subjekte des Neoliberalismus, die dessen Logik verinnerlichten und ihre Fähigkeiten durch Selbstoptimierung und Erhöhung des Selbstvertrauen zu steigern versuchen. Die wiederkehrenden Enttäuschungserfahrungen auf der Suche nach Intimität, für die es in der neoliberalen Logik keine andere Erklärung als individuelles Versagen gab, habe schließlich in Gruppen wie PUAHate und Incel zu Frust und zu einer zunehmend frauenfeindlichen und gewaltbereiten Haltung geführt.
Einen Zusammenhang mit Neoliberalismus und der damit einhergehenden Individualisierung sieht auch die Medienwissenschaftlerin Debbie Ging und verweist auf die Entwicklung, in der sich individualistische Lösungsansätze für kollektive Probleme verbreiteten, etwa durch den Postfeminismus und durch Mainstream-Selbsthilfebücher, die in ihrer Logik nicht weit entfernt von der Rhetorik der Manosphere seien, und in der Beziehungen und Intimität bereits hochgradig kommerzialisiert waren.